# Heinrich-Bernhardt Höhle
Heinrich-Bernhardt Höhle este o arie protejată (arie specială de conservare — SAC, sit de importanță comunitară — SCI) din Germania întinsă pe o suprafață de 0,12 ha, integral pe uscat.

## Localizare
Centrul sitului Heinrich-Bernhardt Höhle este situat la coordonatele 51°10′19″N 7°52′49″E / 51.1719°N 7.8803°E.

## Înființare
Situl Heinrich-Bernhardt Höhle a fost declarat sit de importanță comunitară în martie 2001 pentru a proteja un număr necunoscut de specii din flora spontană și fauna sălbatică aflate în arealul zonei. Situl a fost protejat și ca arie specială de conservare în decembrie 2012.

## Biodiversitate
Situată în ecoregiunea continentală, aria protejată conține 3 habitate naturale: Peșteri inaccesibile publicului, Păduri de fag Luzulo-Fagetum, Păduri de fag Asperulo-Fagetum.
La baza desemnării sitului se află un număr nedeclarat de specii protejate.